# Conotrachelus deplanatus
Conotrachelus deplanatus – gatunek chrząszcza z rodziny ryjkowcowatych.

## Zasięg występowania
Ameryka Południowa i Północna, występuje w Brazylii, Gujanie Francuskiej, Kolumbii, Paragwaju oraz w Ameryce Środkowej.

## Budowa ciała
Przednia krawędź pokryw znacznie szersza od przedplecza, nieco zaokrąglona; w ich tylnej części dwa duże, podłużne garbki.
Głowa czarna, przedplecze brązowe z czarnymi plamkami, pokrywy w przedniej części czarne zaś w tylnej brązowe. Przednia para odnóży czarna z szeroką brązową obrączką w środkowej części ud. Przednia część pokryw pokryta bardzo gęstymi, białawymi włoskami, ich tylna krawędź przybiera kształt odwróconej litery "V".